# 滨海圣派尔
滨海圣派尔（法語發音：[sɛ̃ pɛʁ syʁ mɛʁ]）是法国芒什省的一个市镇，属于阿夫朗什区。

## 地理
滨海圣派尔（48°48'54"N, 1°34'7"W）面积14.42 平方千米，位于法国诺曼底大区芒什省，该省份为法国西北部沿海省份，西、北、东北三面环大西洋，东起顺时针与卡爾瓦多斯省、奧恩省、马耶讷省和伊勒-维莱讷省接壤。
与滨海圣派尔接壤的市镇（或旧市镇、城区）包括：格朗维尔、瑞卢维尔、圣欧班德普雷欧、圣皮埃尔朗热、圣普朗谢。
滨海圣派尔的时区为UTC+01:00、UTC+02:00（夏令时）。

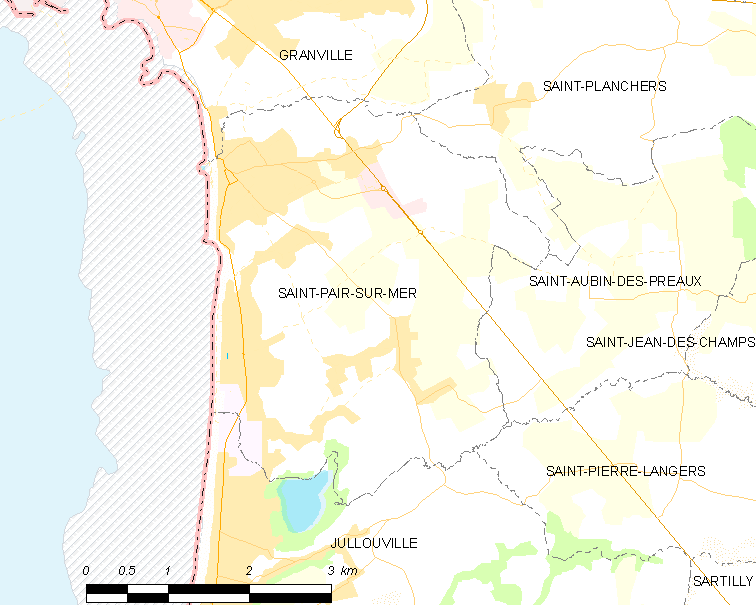
滨海圣派尔的OSM定位图

## 行政
滨海圣派尔的邮政编码为50380，INSEE市镇编码为50532。

## 政治
滨海圣派尔所属的省级选区为格朗维尔县。

## 人口

1962-2008年间滨海圣派尔人口变化图示

滨海圣派尔于2022年1月1日时的人口数量为4372人。